# Alter ego

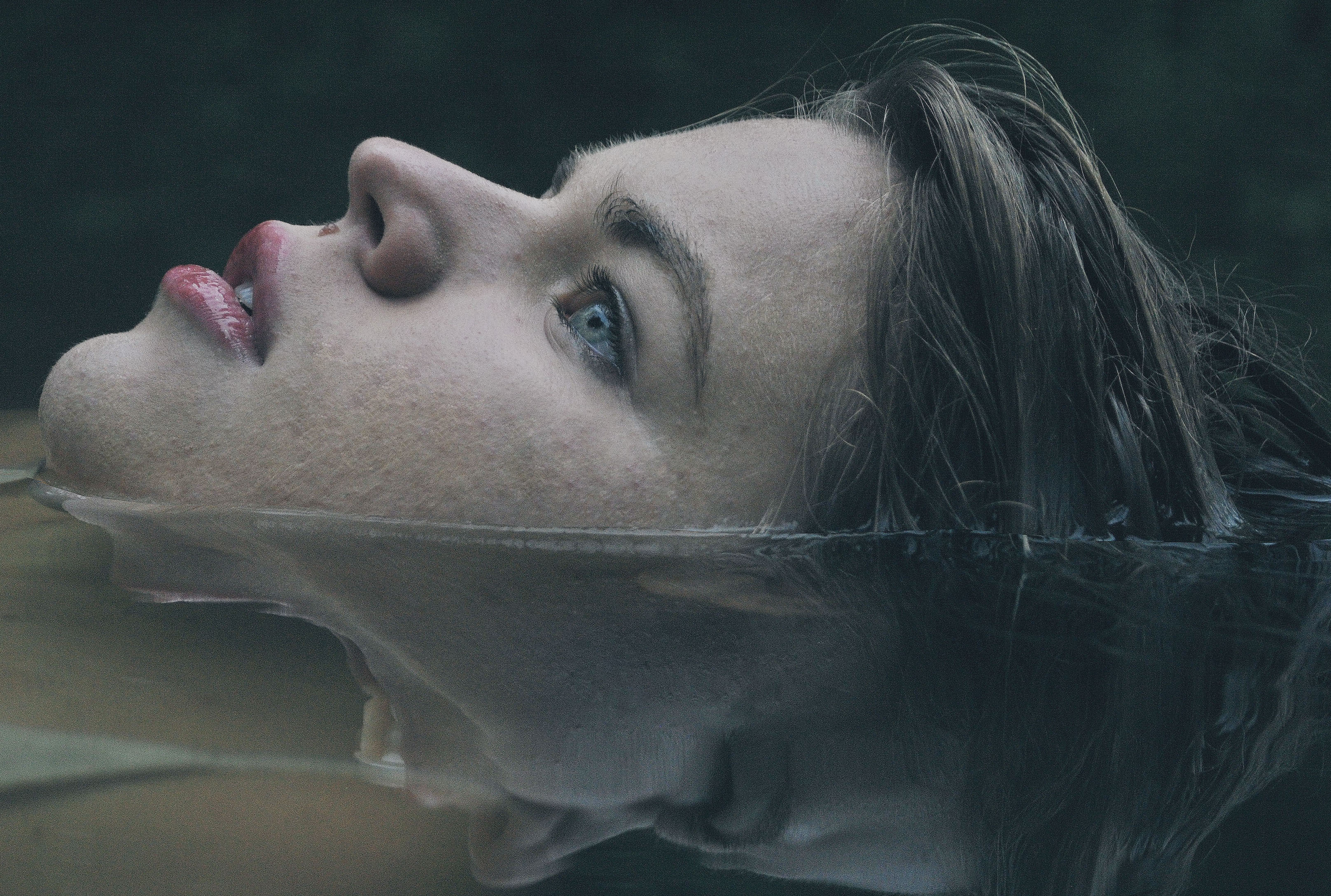
Representación artística para comprender el concepto del alter ego.

El alter ego (que en latín significa «el otro yo») es un segundo yo, que se cree es distinto de la personalidad normal u original de una persona. El término fue acuñado en el siglo XX descrito por los psicólogos en el libro Manual de psicología.  De una persona que tiene un alter ego se dice que lleva una doble vida.
Un significado distinto del alter ego se puede encontrar en el análisis literario, en el que se describen los personajes en diferentes obras que son psicológicamente similares, o un personaje de ficción cuyo comportamiento, lenguaje o pensamientos intencionalmente representan los del autor. También se utiliza para designar el mejor amigo de otro personaje en una historia. Asimismo, el término alter ego se puede aplicar a la función o persona asumida por un actor o por otros tipos de artistas.
La existencia del otro yo fue reconocida por primera vez en el año 1730. Anton Mesmer usó la hipnosis para separar el alter ego. Estos experimentos mostraron un patrón de comportamiento que era distinto de la personalidad del individuo cuando se encontraba en estado de vigilia en comparación a cuando estaba bajo hipnosis. El otro personaje se había desarrollado en el estado alterado de la conciencia, pero en el mismo cuerpo.
El alter ego también se utiliza para referirse a los diferentes comportamientos de una persona que pueden aparecer en ciertas situaciones. Algunos términos relacionados incluyen el avatar, el doppelgänger, y la doble personalidad.

## Dr. Jekyll y Mr. Hyde

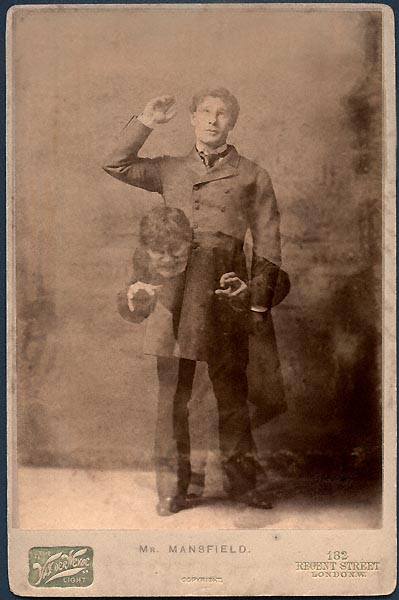
Richard Mansfield representando a Dr. Jekyll y Mr. Hyde en una fotografía de doble exposición en 1888.

Los personajes de la novela de Robert Louis Stevenson El extraño caso del doctor Jekyll y el señor Hyde, representan una exploración de la idea de que el bien y el mal existen dentro de una persona, constantemente en guerra. Edward Hyde literalmente representa el otro yo del Doctor Henry Jekyll, siendo Hyde un psicópata misántropo que es desenfrenado por las convenciones de la sociedad civilizada, y que comparte un cuerpo con Jekyll. Los nombres Jekyll y Hyde se han convertido en sinónimo de una doble personalidad o un alter ego que se vuelve capaz de vencer el yo original.

## Uso en los cómics
En los cómics previos a Crisis on Infinite Earths, los superhéroes y sus identidades secretas a menudo se consideran alter ego. El héroe arquetípico del cómic, Superman, asume la identidad del reportero Clark Kent para vivir entre los ciudadanos de Metrópolis sin levantar sospechas. Considerando que el verdadero Clark Kent es Superman (o más bien el kryptoniano Kal-El), Batman es un personaje creado por Bruce Wayne para disfrazarse a los efectos de la lucha contra la delincuencia. Los cómics de Batman y películas como Batman Begins también han explorado el tema de que el verdadero yo (Wayne) se pierda o se entrega a su alter ego, al igual que el argumento de Dr. Jekyll y Mr. Hyde. Los cómics posteriores a las serie de Crisis, dan vuelta a esta idea en torno a los dos superhéroes. Superman se convierte en el personaje de Clark Kent que adopta con el fin de utilizar libremente sus dones para ayudar al mundo sin poner en peligro a sus amigos, familia y vida personal. Por el contrario, el despreocupado playboy multimillonario Bruce Wayne se convierte en el alter ego necesario para ocultar la verdadera personalidad del luchador contra el crimen Batman. La serie de cómics The Incredible Hulk complica aún más este tema, como Bruce Banner pierde el control de Hulk (similar a Hyde) cada vez que se enoja, pero también depende de los superpoderes de Hulk con el fin de luchar contra los villanos.
Las historietas inspiradas en los alter ego se pueden ver en otras formas de la ficción popular, incluidas las adaptaciones de cine y televisión de los cómics, las parodias de este género, y las series de ficción (no relacionadas al cómic) tales como Star Wars o Angel.

## Uso en el espectáculo
Los alter ego son utilizados por numerosos artistas que hacen uso del escenario o la pantalla tanto para entretener al público, como para explorar nuevas identidades de sí mismos. Un ejemplo temprano de un grupo musical para hace uso de alter ego fueron los Beatles, quienes grabaron e interpretaron como Sgt. Pepper's Lonely Hearts Club Band con el fin de "alterar nuestros egos, liberarnos y tener mucha de diversión". Más tarde, los alter ego serían utilizados con fines de entretenimiento por artistas asociados al glam rock como David Bowie (como Ziggy Stardust y Thin White Duke) y Kiss y explotar temas de horror por los artistas de shock rock Alice Cooper y Marilyn Manson. A menudo, estos artistas son conocidos casi exclusivamente por sus alter ego, por ejemplo, Brian Warner (Marilyn Manson) rara vez se le ve en público sin su maquillaje terrorífico. En 2004, Jay Sean hace un uso innovador de un alter ego en Me Against Myself, donde sus dos personajes, uno de un cantante de R&B y el otro un rapero, se enfrentan en una batalla de rap. Otro ejemplo podría ser Niandra Lades, el alter ego de John Frusciante. 
En el hip hop contemporáneo, artistas como Eminem, Lil Wayne, Traphik, B.o.B, Kool Keith, Nicki Minaj, Tech N9ne y T.I. han utilizado los alter ego Slim Shady, Tune-Chi Lee, Timothy de la Ghetto, Bobby Ray, Dr. Octagon. Roman Zolanski, Tecca Nina y T.I.P., respectivamente, para explorar otros aspectos de sus personalidades. En el álbum de T.I. T.I. vs T.I.P. también se apropia directamente de la trama de Jekyll y Hyde. Los usos más sutiles de alter ego se puede ver en los artistas que buscan redefinir su imagen para un álbum, Christina Aguilera como XTina, Madonna como Mistress Dita y Material Girl y los miembros de My Chemical Romance como los miembros de una banda rebelde conocida como  The Fabulous KillJoys, y artistas que describen como etapas de su personalidad tan diferentes de sus seres privados, tales como la identidad de Beyoncé Knowles (Sasha Fierce), Katy Perry (Kathy Beth Terry en el video musical Last Friday Night (T.G.I.F.)). La cantante Lady Gaga (Jo Calderone, YUYI,  Skeleton Gaga, Mother Monster, Bride, Barn Hooker, Inez Doppelgänger, Nymhn), y el rapero Tyler, The Creator  (Wolf Haley, Young Nigga, Ace Creator, Thurnis Haley, Tyler, The Creature, Dr. T.C., Tyler Haley), usan demasiados alter ego.
Los humoristas también hacen uso de alter ego, como parte de sus rutinas. Los Hermanos Marx realizan a lo largo de sus carreras como personajes de vodevil. Por ejemplo, Julius Marx interpreta (y se acredita como tal) a Groucho, ya sea en el papel de un profesor (como en Horse Feathers), un veterinario (A Day at the Races), o un presidente (Duck Soup). Humoristas de stand-up comedy, como Don Rickles (Mr. Warmth) y Jackie Mason (Hartounian) se puede decir que han desarrollado sus gags en distintos alter ego. El artista  Andy Kaufman era conocido sobre todo a los fanes a través de varios personajes, entre ellos el Foreign Man (más tarde Latka Gravas), Tony Clifton, y su personificación de Elvis Presley. En la película Man on the Moon, se describe a Kaufman como un hombre cuya verdadera identidad es difícil de aislar, incluso para sus amigos cercanos, debido a la prevalencia de estos alter ego. El actor Sacha Baron Cohen, que a menudo se le compara con Kaufman, es igualmente conocido por sus personajes Ali G, Borat Sagdiyev y Bruno.
Los luchadores profesionales, con mayor regularidad, actúan bajo los nombres de sus alter ego (a veces conocidos como nombres de ring), como Terry Bollea (Hulk Hogan), Mark Calaway (The Undertaker), Paul Levesque (Triple H), Mike Mizanin (The Miz) y Phillip Brooks (CM Punk).

## Uso en el Derecho
El concepto se usa en el Derecho mercantil, especialmente el societario, en la Doctrina del alter ego, también llamada Levantamiento del velo societario, que consiste en la inoponibilidad de la personalidad jurídica de una sociedad o institución por parte de los socios y la consecuente obligación de los mismos al cumplimiento de las obligaciones de la misma. Esto supone una excepción a la regla general del derecho de limitación de responsabilidad de los socios con respecto a las deudas de la sociedad de la que son partícipes (limitada normalmente a la participación o cantidad invertida) y permite a los tribunales de justicia prescindir de la forma externa de la persona jurídica y alcanzar a las personas que se encuentran por detrás.
Por esta doctrina, se hace responsables plenamente a los socios cuando la persona jurídica de la sociedad ha sido construida para desviar las responsabilidades de los primeros creando empresas o instituciones de pantalla de ciertas actuaciones jurídicas. De ahí que se le llame "del alter ego", donde la sociedad o empresa es un verdadero disfraz de los verdaderos agentes.